# Neoregelia lymaniana
Neoregelia lymaniana är en gräsväxtart som beskrevs av R.Braga och Dimitri Sucre Benjamin. Neoregelia lymaniana ingår i släktet Neoregelia och familjen Bromeliaceae. Inga underarter finns listade i Catalogue of Life.